# Villa romaine de Lullingstone
La villa romaine Lullingstone est une villa construite pendant l'occupation romaine de la Grande-Bretagne. La villa Lullingstone se trouve près du village d'Eynsford dans le Kent, au sud-est de l'Angleterre dans la vallée de Darent, où se trouvent aussi six autres villas, dont celles de Crofton, Crayford et Dartford. Construite au Ier siècle, autour des années 80-90 apr. J.-C., la maison a été agrandie et occupée à plusieurs reprises jusqu'à ce qu'elle soit détruite par un incendie au IVe  ou  Ve siècle. La villa a été occupée à différents moments de la période Britto-Romaine, mais après sa destruction, on pense qu'elle n'a été réoccupée qu'à l'époque médiévale. Les occupants étaient probablement de riches Romains ou des Britanniques natifs qui avaient adopté les coutumes romaines.
Certaines preuves trouvées sur place suggèrent que vers l'an 150, la villa a été agrandie et pourrait avoir été utilisée comme maison de campagne par les gouverneurs de la province romaine de Bretagne. Deux bustes en marbre sculpté trouvés dans la cave pourraient être ceux de Pertinax, gouverneur en 185-186, et de son beau-père, Publius Helvius Successus. Au IVe siècle, une pièce, probablement à usage religieux, a été convertie en chapelle chrétienne ou église de maison, la plus ancienne connue dans les îles Britanniques.
À l'époque anglo-saxonne, les ruines d'un temple-mausolée romain ont été incorporées à la construction d'une chapelle chrétienne dans la villa (chapelle de Lullingstone). Cette chapelle existait encore lors de la conquête normande. Elle est l'une des plus anciennes chapelles connues du pays.
En plus du sanctuaire païen de la chapelle et des mosaïques de la salle à manger, d'importantes découvertes artistiques ont été faites dans la villa, notamment des bustes et la pierre précieuse représentant l'allégorie de la Victoire connue sous le nom de Lullingstone Victory Gem.

## Histoire

Plan d'ensemble, vers l'an 400

### Construction
La partie la plus ancienne de la villa a été construite vers l'an 82. Elle était située dans une zone proche de plusieurs autres villas et  de Watling Street, une voie romaine par laquelle les voyageurs se déplaçaient entre Londinium, Durobrivae, Durovernum Cantiacorum, et  Rutupiæ le principal port romain de la région (les noms actuels de ces villes sont respectivement Londres, Rochester, Canterbury et Richborough).

### Agrandissement
Vers l'an 150, la villa a été agrandie et une « salle de bain » chauffée par hypocauste a été ajoutée. Puis, après avoir été abandonnée pendant près d'un siècle, la villa a été reconstruite vers l'an 290. Deux bustes en marbre du IIe siècle trouvés dans le sous-sol représentent peut-être les propriétaires ou les résidents de la villa. Il est possible que la villa ait été une maison de campagne mise à disposition des gouverneurs de la région. Les indices suggèrent que les bustes sont ceux de Pertinax, gouverneur de Bretagne en 185-186 (et plus tard empereur romain) et de son père.
Au IIIe siècle, un foyer plus grand a été ajouté à l'hypocauste et « la salle de bain » a été agrandie. Un temple-mausolée et un grand grenier ont été ajoutés à l'époque. Au IVe siècle, un sol en mosaïque  a été ajouté à la salle à manger. Cette mosaïque représentait d'une part Zeus ou Jupiter, déguisé en taureau, enlevant Europe et d'une part Bellérophon tuant la Chimère.

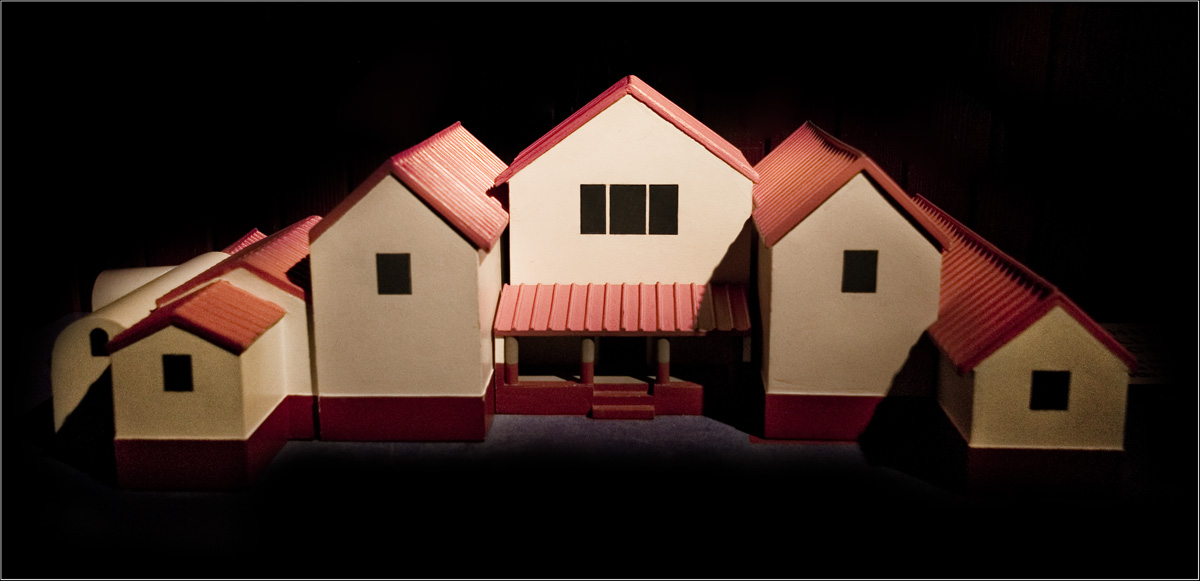
Maquette de la Villa Romaine

### Destruction et redécouverte
Détruit par un incendie au début du  Ve siècle, le bâtiment fut abandonné. Il est resté oublié jusqu'à son excavation au XXe siècle.
La première découverte du site fut faite en 1750, lorsque des ouvriers posant une clôture autour d'un parc à cerfs ont creusé des trous pour des poteaux et ont traversé un sol en mosaïque. Bien que la découverte et quelques autres indices aient été documentés, aucunes fouilles ne furent menées.

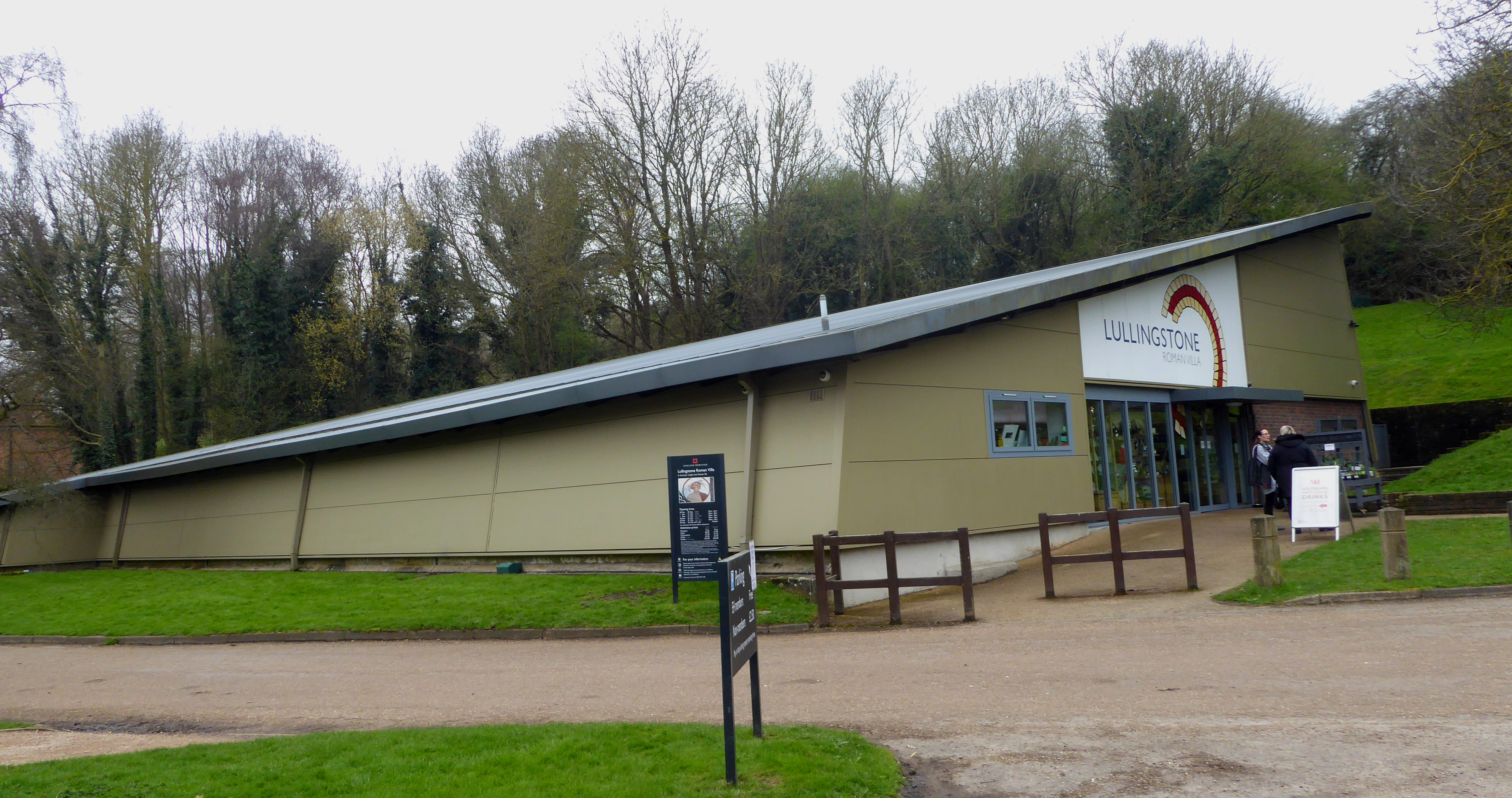
Bâtiment extérieur construit au XXe siècle pour protéger la villa romaine de Lullingstone.

Ce n'est qu'en 1939 que les ruines de la villa ont été redécouvertes par E. Greensfield et E. Birchenough lorsqu'ils ont remarqué la présence de murs romains et de fragments de mosaïque sous un arbre déraciné. Au milieu du XXe siècle (1949-1961), le site a été fouillé par plusieurs équipes d'archéologues. Jusqu'à cette première fouille, la villa et le reste des ruines de Lullingstone étaient restés intacts depuis sa destruction. Dans les années 1960, la villa fut reprise par l'organisme de protection du patrimoine English Heritage et les ruines furent ouvertes au public sous une protection spécialement conçue. Ce bâtiment, ayant perdu de son étanchéité à la fin du XXe siècle, a nécessité un important projet de rénovation entre 2006 et 2008 d'un montant de 1,8 million de livres sterling. Le mode d'exposition fut aussi repensé pour que les artefacts du site de Lullingstone puissent être exposés en toute sécurité.
Dans ses rapports de fouilles, le lieutenant-colonel GW Meates décrit les fouilles initiales du site y compris la découverte des limites de la villa dont plusieurs pièces jusque là inconnues, des pièces de monnaie et des morceaux poterie. Dans les deux premiers rapports, Meates décrit une chronologie approximative de l'évolution de la villa Lullingstone depuis le Ier siècle jusqu'aux périodes post-romaines. Il y décrit comment la villa a été utilisée, agrandie, abandonnée et finalement détruite. En plus de la chronologie et des descriptions des pièces, il existe également des rapports détaillés sur les artefacts trouvés (poterie et pièces de monnaie) et sur les strates de terre et d'argile qui indiquent les différentes périodes d'occupation de la villa observées.

### Périodes d'occupation

#### Iersiècle
Lors des premières fouilles du site dans les années 1950, des artefacts de plusieurs siècles différents ont été découverts, permettant d'établir une chronologie. Le plus ancien artefact date du Ier siècle. De nombreux éclats de poterie ont été trouvés sur la pente où on eut lieu les fouilles. Les tessons retrouvés sont considérés comme faits à la main et présentent des éléments de « culture belge ».

#### IIesiècle: de la période Flavienne à Antonine
Lors de la première fouille, on ignorait l'étendue exacte de ce qui avait été construit et développé entre l'époque des Flaviens et celle des Antonins. On pense, cependant, que « la salle de bain » et le sous-sol ont peut-être été construits à cette époque. D'après des indices géologiques, tels que les différentes couches d'argile, on peut pensé que les quelques marches menant au sous-sol ont été construites pendant cette période et non au IVe siècle, comme on le pensait à l'origine.

#### IIIesiècle
Sur la base des fragments de poterie trouvés, on pense que la villa romaine de Lullingstone a été abandonnée pendant au moins la première moitié du IIIe siècle. Les pièces de monnaie trouvées sur le site prouvent que l'occupation de la villa a repris au cours de la dernière moitié du IIIe siècle sous les règnes de Claudius II et d'Allectus . On pense que le sanctuaire païen et d'autres salles chrétiennes ont été construits après cette période d'abandon. Au IIIe siècle, des éléments chrétiens ont été ajoutés à la villa. Ce fut aussi à cette époque que certains des principaux bâtiments extérieurs de la villa, y compris le grenier et le temple, ont été construits.

#### IVesiècle
Le IVe siècle fut une époque mouvementée pour la villa. De grandes rénovations furent entreprises à cette époque et ce fut aussi probablement dans le courant de ce siècle que l'incendie eu lieu. Certaines des rénovations de la villa comprennent la création du sol en mosaïque de la pièce no  5 et la construction d'une pièce supplémentaire. Les chercheurs ont pu dater la construction du sol en mosaïque de la salle no  5 à l'aide de pièces de monnaie représentant Constantin II qui ont été accidentellement mélangées au béton.

#### Période post-romaine
Lors de la fouille initiale dans les années 1950, rien ne suggérait une occupation de la villa ou de son site entre sa destruction et au plus tôt l'époque médiévale Depuis l'English Heritage a répertorié plusieurs découvertes, notamment un « bol suspendu » et d'autres tessons anglo-saxons. Ces preuves suggèrent que le site a peut-être été utilisé comme cimetière au début de l'ère anglo-saxonne.

## Pièces

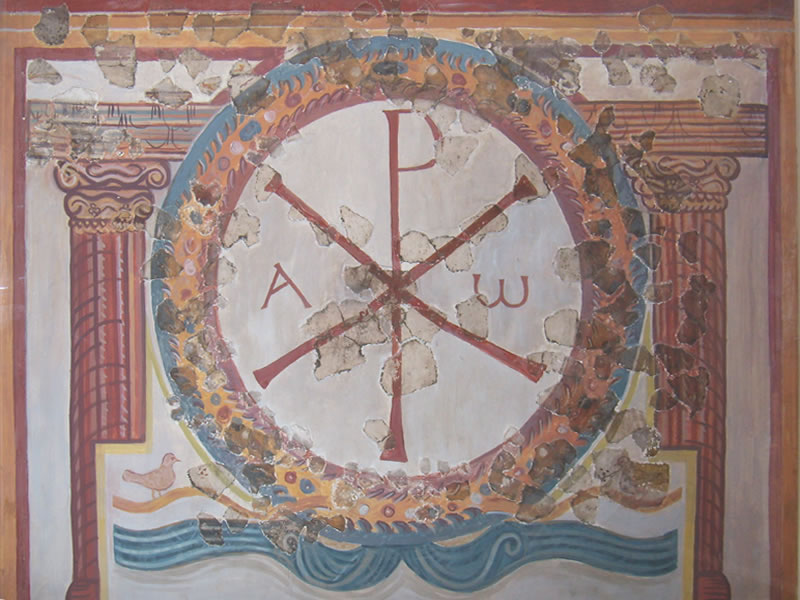
Fresque Chi-Rho de la villa Lullingstone, qui contient les seules peintures chrétiennes connues de l'époque romaine en Grande-Bretagne[12].
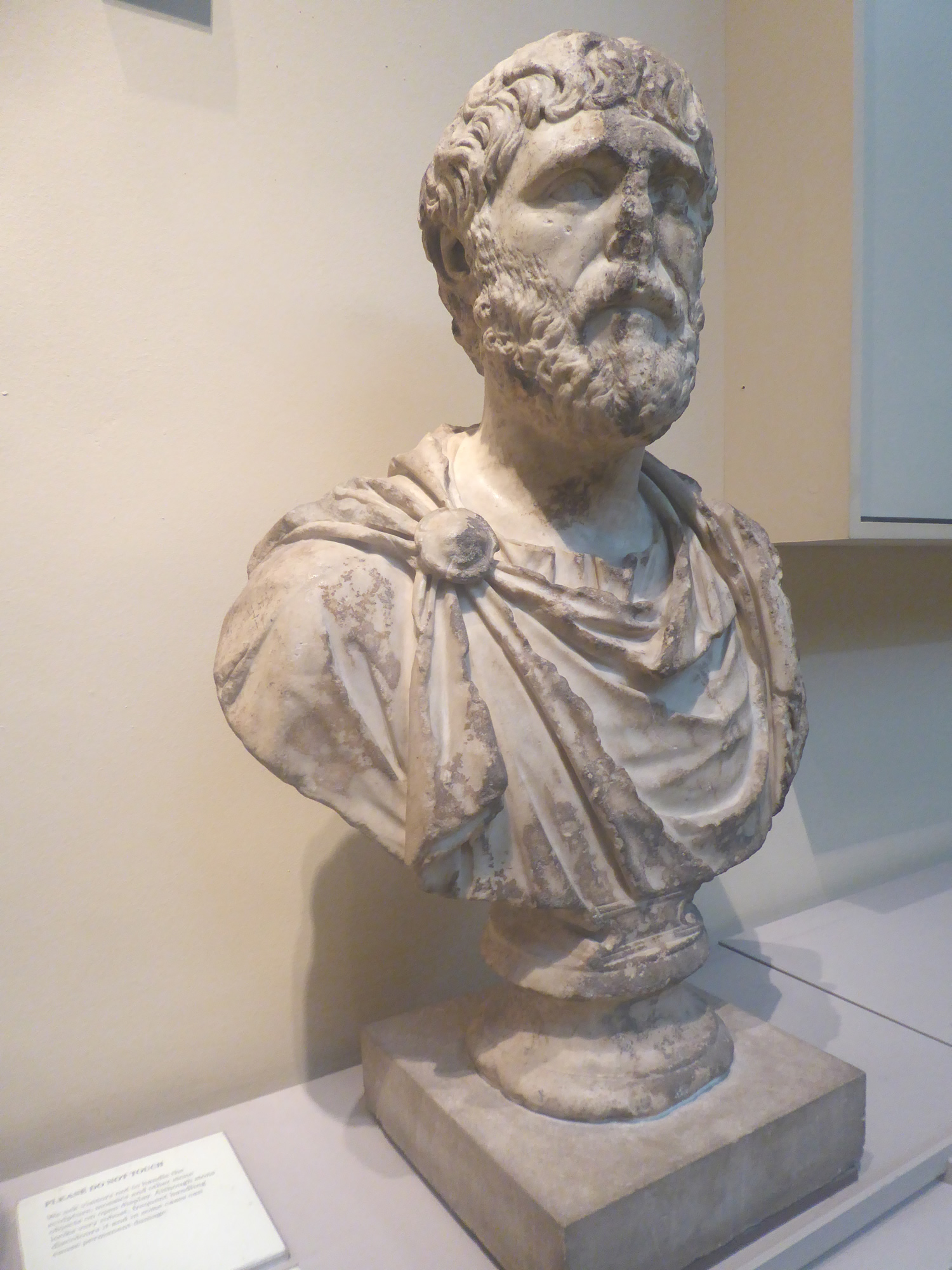
Buste en marbre trouvé dans le sanctuaire, dont l'original se trouve au British Museum. Il représente un homme d'environ 50 ans, peut-être un membre de la famille, ou peut-être l'empereur Pertinax lorsqu'il était gouverneur de la province de Bretagne.
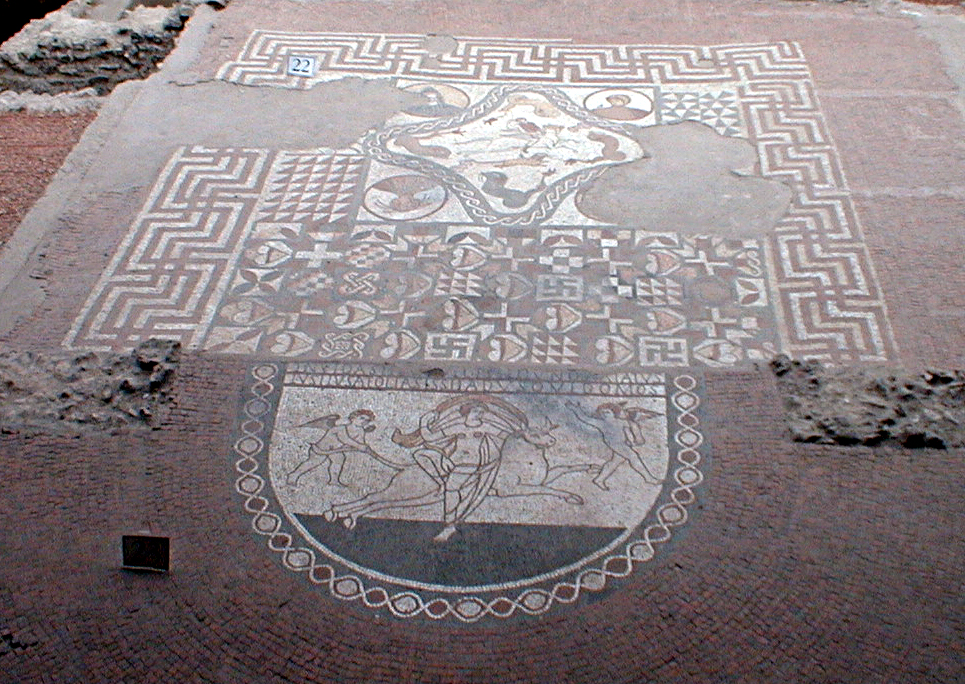
La mosaïque de la villa Lullingstone  représentant l'enlèvement d'Europe.

### Salle à manger
Les salles no  12 et 13, anciennement connues sous le nom de salles no  9 et 10, comprennent la salle à manger, ou triclinium, qui était située au centre du bâtiment principal. En tant que plus grande pièce de la villa du côté ouest, elle reliait toutes les autres pièces au nord et au sud par une grande véranda. La salle à manger était très décorée avec au sol une paire de grandes mosaïques datant du milieu du IVe siècle. L'une dépeint l'enlèvement de la princesse Europe par le dieu Jupiter ou Zeus déguisé en taureau, tandis que l'autre représente Bellérophon tuant la Chimère, entouré de quatre créatures marines, dont des dauphins. Les saisons (hiver, printemps, été et automne) sont représentées dans chacun des quatre coins de la mosaïque de Bellerophon. Autour de ces mosaïques on trouve des images plus petites représentant des cœurs, des croix et des swastikas. Même si ces œuvres d'art ne sont généralement considérées que comme des représentations de mythes, certains érudits pensent  que ces œuvres étaient également destinées à conjurer le mauvais œil. La forme et le travail artistique de l'abside, fait penser que cette pièce servait également aux divertissements. Mesurant 6,25x4,88 mètres à ses points les plus grands, l'abside était une salle à manger spacieuse, avec  suffisamment d'espace pour contenir un canapé. Le canapé de l'époque capable d'accueillir trois personnes, d'une largeur de 1,5 m aurait fait directement face à l'œuvre en mosaïque afin qu'elle puisse être vue dans le bon sens par tous les visiteurs.

### Aile de lasalle de bain
Considérée comme ayant été construite à l'époque des dynasties des Flaviens et des Antonins, l'aile de la « salle de bain » a été rénovée et utilisée tout au long de l'existence de la villa. Après l'abandon de la villa pendant près d'un siècle, l'aile de la « salle de bain » a été rénovée, bien que les détails des rénovations ne soient pas connus. Lors des fouilles initiales, il a été noté que son aile contenait ce que GW Meates appelait une « chambre de combustion ». Cette chambre, remplie de craie, montre également des traces de charbon de bois brûlé pouvant avoir été utilisé pour le chauffage.

### Salle du sous-sol
Lors des premières fouilles, on pensait que pendant ses périodes d'utilisation, la salle du sous-sol avait de multiples utilisations, comme jardin par exemple. Il convient également de noter que le terme « sous-sol » n'a le même sens que le mot moderne. Les murs de la pièce étaient très décorés, avec notamment des panneaux orange, rouges et verts. Des indices archéologiques et artistiques, nous indiquent que la hauteur d'origine de la pièce semble avoir été de 2,5 m. Lorsque la villa a été abandonnée, la salle du sous-sol en a particulièrement souffert. Une grande partie des murs et des escaliers ont été dépouillés de leurs matériaux et n'ont été remplacés qu'à la réoccupation de la villa lorsque les murs de la salle du sous-sol ont été redécorés et d'autres détails tels que de la poterie ont été ajoutés. Partiellement détruits par l'incendie, des parties de la mosaïque et du plâtre de la pièce du dessus sont tombées dans la salle du sous-sol, fournissant une abondance de fragments, qui ont été préservés jusqu'au début des fouilles de Lullingstone en 1949.

### Sanctuaire païen et chapelle chrétienne
Une pièce du bâtiment a été utilisée comme sanctuaire païen puis, plus tard, comme chapelle Chrétienne, l'une des plus anciennes de Grande-Bretagne. Outre la chapelle chrétienne, trois ou quatre autres pièces, dont une possible antichambre et un vestibule, ont également été utilisées à des fins chrétiennes.
Le sanctuaire païen d'origine était dédié aux divinités locales de l'eau, et une peinture murale représentant trois nymphes d'eau datant de cette période peut encore être vue dans une niche de la pièce.
Juste après le IIIe siècle, cette niche a été recouverte, lorsque la pièce a été redécorée avec du plâtre blanc peint de bandes rouges  et que deux bustes de personnages masculins ont été placés dans la pièce. Certains chercheurs ont émis l'hypothèse qu'à ce stade, les habitants ont en grande partie abandonné le culte des divinités de l'eau pour celui des divinités domestiques et des esprits des ancêtres.
Au IVe siècle, la pièce au-dessus du sanctuaire païen a apparemment été reconvertie pour un usage chrétien. Des peintures murales y ont été faites représentant entre autres une rangée de figures d' adorateurs debout ( orantes ) et un symbole chrétien Chi-rho caractéristique. Certaines de ces peintures sont maintenant exposées au British Museum.
Selon le English Heritage, qui gère le site :

« Les informations recueillies grâce à cette église de maison sont une découverte unique pour l'époque de la Bretagne romaine. Les peintures murales sont, elles, d'une importance mondiale.  Elles apportent non seulement l'une des preuves les plus anciennes de  présence chrétienne en Grande-Bretagne mais sont aussi quasiment uniques. Elles ne sont comparables qu'aux muraux de l'église de maison à Dura Europus, en Syrie.
La découverte que des rites païens aient pu continuer à avoir lieu dans la pièce située au-dessous de l'église de maison est tout aussi remarquable. Il reste impossible de déterminer si cela signifie que la famille, tout en clamant haut et fort sa conversion au Christianisme, cherchait à s'attirer les faveurs des anciens dieux ou si, au contraire, cela signifie que certains membres de la famille sont restés attachés aux anciens cultes alors que les autres se convertissaient. »

L'utilisation de la chapelle autre que pour le culte n'est pas certaine, mais on pense qu'elle était utilisée pour des  « cérémonies liturgiques » comme les baptêmes. Les œuvres d'art chrétiennes étant de grande taille, KS Painter suggère que les propriétaires de la villa à cette époque n'étaient pas seulement chrétiens, mais aussi riches.

### Tombes
Un temple mausolée romano celtique a été construit vers 300 apr. J.-C. pour contenir les corps de deux jeunes gens, un homme et une femme dans des cercueils en plomb. Bien que le cercueil de la jeune femme ait été volé dans l'Antiquité, l'autre est resté in situ et intact, et est maintenant exposé sur le site.

## Art et artefacts

### La gemme représentant la déesse Victoire

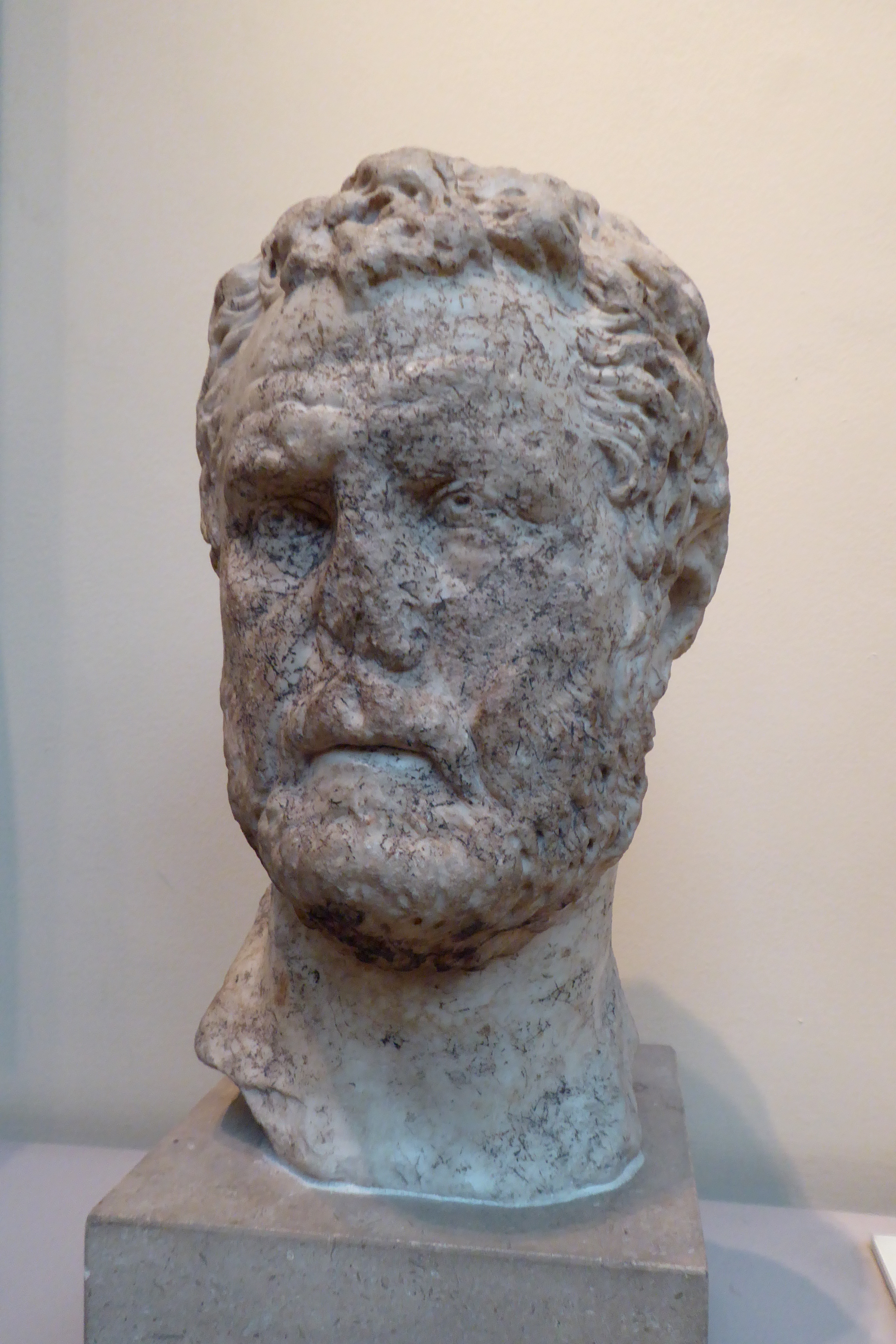
Buste de la villa romaine de Lullingstone découvert dans la salle du sous-sol. Des deux découverts, il est comparativement le plus endommagé.

Découvert lors des premières fouilles de GW Meates, la gemme représentant la déesse Victoire ou Victory Gem est une « intaille romaine en cornaline ». Les intailles en cornaline comme celle-ci étaient normalement serties dans des anneaux, et d'après sa taille, on pense que son anneau était grand. Cette pierre précieuse, mesurant 23x19x5 mm, est l'une des plus grosses jamais trouvées en Grande-Bretagne. Compte tenu de la taille présumée de la bague et de la présence de traces de métaux précieux, dont de l'or sur la gemme, Martin Henig suggère que la bague appartenait autrefois à un homme qui détenait à la fois un statut élevé et une grande richesse. La gemme représente la déesse Victoire personnifiée écrivant un message de triomphe sur un bouclier. On pense que la gemme a des caractéristiques grecques car l'œuvre représente des éléments des déesses Niké et Aphrodite .

### Bustes
On pense que les deux bustes en marbre trouvés dans la salle du sous-sol représentent Pertinax, gouverneur 
en 185-186 apr. J.-C., et son père, Publius Helvius Successus. Certains chercheurs suggèrent que ces deux bustes donnent un aperçu de ceux qui occupaient la villa du moins pour ce qui est du IIe siècle. On pense que l'un des bustes date de la période d'Hadrien. Lors de leur découverte pendant les premières fouilles et  bien qu'ils soient tous deux assez bien conservés, le deuxième buste, le plus grand, était le plus endommagé des deux. Les rapports de fouilles soulignent qu'on ne sait pas pourquoi ils ont été placés dans la salle du sous-sol. Il a cependant été noté qu'après la période d'abandon, ceux qui ont réoccupé la villa ont peut-être décidé de les conserver.